# Бад Готлојба-Бергисхибел
Бад Готлојба-Бергисхибел (њем. Bad Gottleuba-Berggießhübel) град је у њемачкој савезној држави Саксонија. Једно је од 41 општинског средишта округа Зексише Швајц-Остерцгебирге. Према процјени из 2010. у граду је живјело 5.917 становника. Посједује регионалну шифру (AGS) 14628020.

## Географски и демографски подаци
Бад Готлојба-Бергисхибел се налази у савезној држави Саксонија у округу Зексише Швајц-Остерцгебирге. Град се налази на надморској висини од 334 метра. Површина општине износи 88,8 km². У самом граду је, према процјени из 2010. године, живјело 5.917 становника. Просјечна густина становништва износи 67 становника/km².

## Међународна сарадња
| Мјесто    | Држава    | Врста сарадње | Од    |
| --------- | --------- | ------------- | ----- |
| Оспитале  | Италија   | контакт       | 1990. |
| Лонгароне | Италија   | контакт       | 1990. |
|           | Француска | контакт       | 1990. |
|           | Чешка     | контакт       | 1990. |
| Извор     |           |               |       |